# Joseph Ludwig Colmar

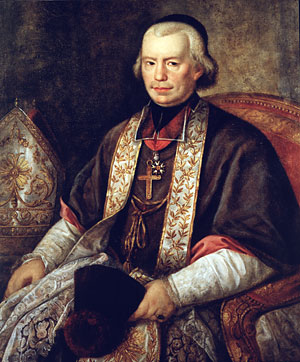
Joseph Ludwig Colmar als Bischof von Mainz und Kommandeur der französischen Ehrenlegion

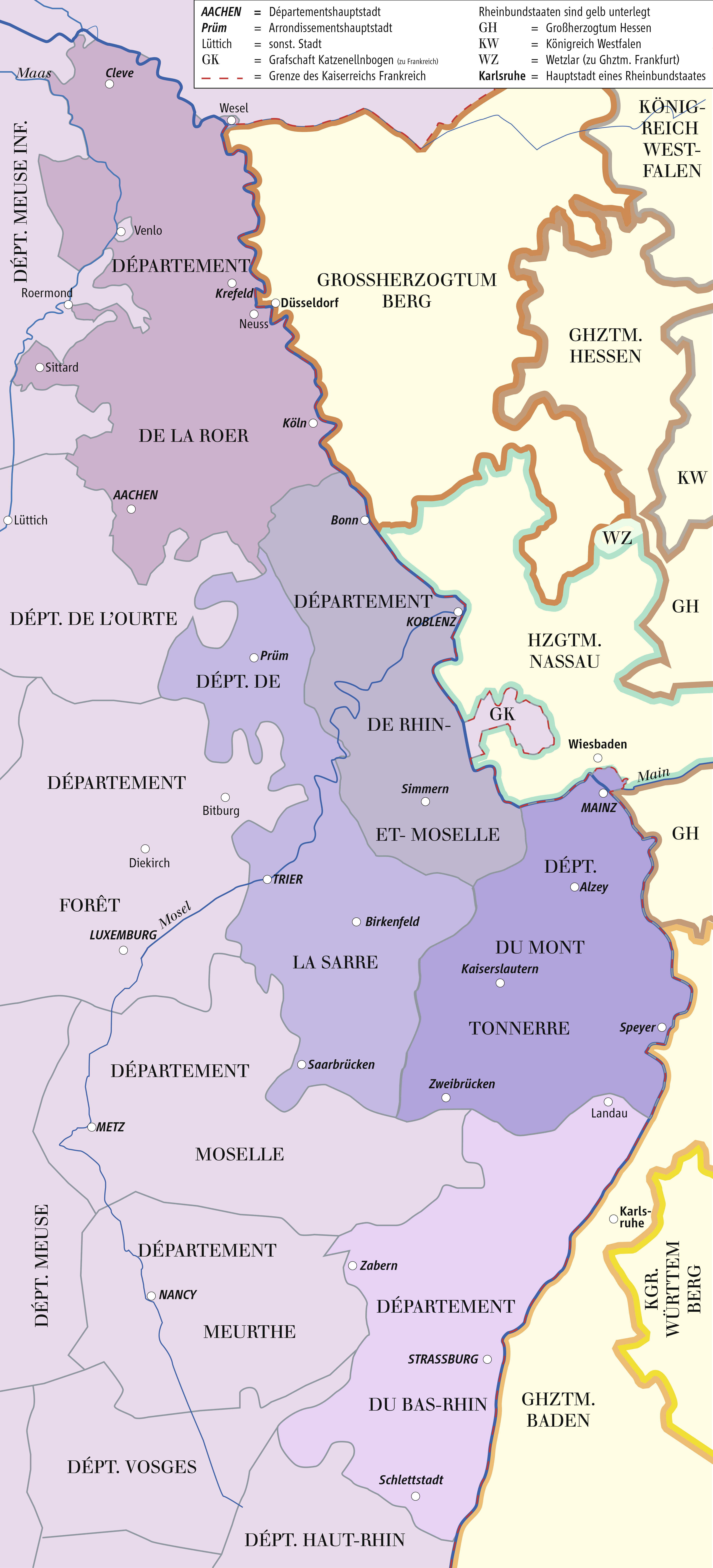
Die neuen französischen Départements auf der linken Rheinseite, jeweils deckungsgleich mit dem zugehörigen Bistum. Das Département du Mont-Tonnerre bzw. Bistum Mainz in dunkelblauer Färbung

Joseph Ludwig Colmar (* 22. Juni 1760 in Straßburg; † 15. Dezember 1818 in Mainz) war erster Bischof von Mainz nach dem Ende des Mainzer Erzbistums.

## Leben und Wirken

### Priester in Straßburg
Joseph Ludwig Colmar wurde als Sohn des Sprachlehrers Johannes Colmar und seiner Gattin Elisabeth geb. Gräff geboren und wuchs in seiner Geburtsstadt Straßburg auf, wo er auch seine Ausbildung absolvierte. Er besuchte das königliche Kolleg, begann im Herbst 1776 an der Hochschule seine philosophischen Studien und avancierte am 29. Juni 1779 zum Lizenziat der Philosophie. Danach studierte er Theologie, wurde am 27. Januar 1783 Baccalaureus, im selben Jahr auch theologischer Lizentiat und empfing am 20. Dezember desselben Jahres die Priesterweihe.
Dann wirkte er als Lehrer am Straßburger Kolleg und förderte als solcher während der etwa achtjährigen Dauer seiner Tätigkeit insbesondere das Studium der griechischen Sprache und der Geschichte. Daneben verwaltete er unentgeltlich die Stelle als Kaplan zu St. Stephan und widmete sich auch der Seelsorge der in Straßburg garnisonierenden deutschen Regimenter in französischen Diensten.
1791 verweigerte Joseph Ludwig Colmar den Eid auf die Zivilverfassung des Klerus. Obwohl ein Preis auf seinen Kopf ausgesetzt wurde, blieb Colmar auch während der revolutionären Schreckensherrschaft verborgen in Straßburg und ging unter ständiger Lebensgefahr, in verschiedenen Verkleidungen, seinem priesterlichen Berufe nach.
Als eine öffentliche Wirksamkeit seit 1795 wieder möglich wurde, gründete er eine Schule für junge Katholiken und eine katholische Bibliothek. Sehr segensreich wirkte er in diesen Jahren auch wieder als Kanzelredner, besonders durch die apologetischen Vorträge, welche er von 1799 bis 1802 im Straßburger Münster hielt.

### Bischof von Mainz
Durch die französische Okkupation der deutschen Gebiete links des Rheines wurden gemäß Konkordat von 1801 zwischen Papst Pius VII. und Napoleon, jeweils an den Départementssitzen auch gebietsmäßig deckungsgleiche Bistümer eingerichtet. Die alten Diözesen – darunter auch Mainz, Worms und Speyer – erklärte man (hinsichtlich ihrer linksrheinischen, nun französischen Teile) für aufgelöst. Das Gebiet des heutigen Rheinhessen-Pfalz wurde damals zum neuen französischen Département du Mont-Tonnerre mit der Hauptstadt Mainz zusammengefasst. Deckungsgleich entstand das neue, ausschließlich linksrheinische Großbistum Mainz, das die linksrheinischen Gebiete der alten (Erz-)Diözesen Mainz, Worms und größtenteils auch Speyer vereinigte.
Mit Datum vom 6. Juli 1802 avancierte Joseph Ludwig Colmar zum Bischof dieses neuen Sprengels, erhielt am 24. August von dem ebenfalls frisch ernannten Trierer Oberhirten Charles Mannay, in der Karmelitenkirche zu Paris die Weihe und wurde am 3. Oktober des Jahres in St. Peter (Mainz) inthronisiert. Zeitgleich mit ihm wurden aufgrund des Konkordats, in den von Frankreich besetzten deutschen Gebieten, der schon genannte Bischof Mannay von Trier (deckungsgleich mit dem Département de la Sarre) sowie Bischof Marc-Antoine Berdolet in Aachen (deckungsgleich mit den beiden zusammengefassten Départements de la Roer und de Rhin-et-Moselle) installiert. Die rechtsrheinischen (nach wie vor deutschen) Teile des Erzstifts Mainz existierten unter dem alten Fürsterzbischof Karl Theodor von Dalberg vorerst weiter, weshalb sich dessen Amtszeit als Mainzer Erzbischof mit der von Bischof Colmar überschneidet.
In Colmars Amtszeit fällt die Strukturierung und Organisation der neu entstandenen Großdiözese Mainz, die im Südwesten bis nach Pirmasens und Zweibrücken reichte. Dazu gehörten aber auch besonders die seelsorgerischen Aspekte. Er unternahm zahlreiche Visitationsreisen, um seine Diözesanen persönlich kennenzulernen und förderte nach einer Periode der Aufklärung und der nationalkirchlichen Bestrebungen seines Vorgängers, feierliche Gottesdienste, Bruderschaften, Wallfahrten u. ä., wodurch das religiöse Leben in kurzer Zeit neu aufblühte. Colmar gründete 1803 ein Priesterseminar und berief Bruno Franz Leopold Liebermann zu dessen Regens. Es entwickelte sich zum romtreuesten in ganz Deutschland und es entstand dort um den Bischof und um Liebermann der sogenannte Mainzer Kreis. Den Armen und Kranken widmete er sich mit großer Hingabe. Bei der Fleckfieberepidemie im Winter 1813, die in Mainz durch die zurückflutende, französische Armee, nach der Leipziger Völkerschlacht ausgelöst wurde, pflegte Colmar mit seinen Priestern und Seminaristen persönlich die Kranken und Sterbenden, die oft hilflos, in Lumpen gehüllt, in Scheunen, Hinterhöfen und Kellern dahinsiechten.
Sehr verdient machte sich der Bischof durch die Rettung der bereits zum Abriss freigegebenen Dome von Mainz und Speyer. Der Mainzer Dom etwa war während der Belagerung von Mainz (1793) stark beschädigt worden. Das Gebäude wurde zum Magazin degradiert und im Jahr 1801 schließlich das Inventar, bzw. das was davon noch übrig war, versteigert. Der Geburtstag Napoléons 1804 wurde zur Rekonziliation des Gebäudes genutzt. Andere Kirchen, wie zum Beispiel St. Maria ad Gradus in Mainz konnte er nicht retten.
Als nach Ende der französischen Besatzungszeit das Territorium des bisherigen Großbistums Mainz wieder aufgeteilt wurde und im Süden die Diözese Speyer in der nun bayerisch gewordenen Rheinpfalz neu auflebte, trug der Bayernkönig Maximilian I. Joseph diesen Bischofsstuhl am 24. Dezember 1817 dem von ihm geschätzten Joseph Ludwig Colmar an. König Max kannte den Bischof persönlich aus der ehemals gemeinsamen Straßburger Zeit, als er selbst Oberst und Kommandeur des von Colmar seelsorgerisch betreuten Regiments „Elsaß“ war. Dieser zog es – wohl auch wegen seines schon fortgeschrittenen Alters – vor, Bischof von Mainz zu bleiben. Er empfahl dem Monarchen seinen Vertrauten und Generalvikar Johann Jakob Humann als Speyerer Oberhirten, der jedoch bei der liberalen bayerischen Regierung unter Minister Montgelas nicht durchsetzbar war.

Als Joseph Ludwig Colmar 1818 starb, äußerte sein Schüler, der spätere Speyerer Bischof Nikolaus von Weis (1796–1869):

„Ich habe nicht für den Verstorbenen zu beten vermocht, weil mir der Gedanke -- wenn dieser Vater und Hirte kein Heiliger ist, dann gibt es kaum einen -- so lebendig vor dem Geiste stand.“

Bischof Colmars Grabplatte befindet sich im Mittelgang des Mainzer Doms.
Zum 250. Geburtstag von Bischof Joseph Ludwig Colmar erschien eine Biographie des Kirchenhistorikers Georg May in Mainz unter dem Titel: Bischof Joseph Ludwig Colmar (1760–1818) als Seelsorger.

### Orden und Ehrenzeichen
Colmar war Kommandeur der französischen Ehrenlegion und Großkreuz des Großherzoglich Hessischen Ludwigsordens.
Siehe auch: Bistum Mainz und Mainzer Kreis.